# All About Lovin’ You
All About Lovin’ You – ballada rockowa zespołu Bon Jovi, którą wydano na singlu w 2003 roku, za pośrednictwem wytwórni Island Records. Promował on album grupy Bounce.

## Spis utworów
Sporządzono na podstawie materiału źródłowego.
1. „All About Lovin’ You” – 3:43
2. „All About Lovin’ You” (Demo) – 3:34
3. „Postcards From The Wasteland” (Demo) – 4:23
4. „Alive” (Demo) – 3:54

## Miejsca na listach przebojów
| Lista              | Pozycja |
| ------------------ | ------- |
| Belgia             | 4       |
| Niemcy             | 21      |
| UK Top 40          | 9       |
| ARIA Singles Chart | 31      |
| Swiss Music Charts | 33      |
| Austria            | 27      |
| Holandia           | 17      |
| Sverigetopplistan  | 38      |